# 赵佗城遗址
赵佗城遗址，位于中国广东省韶关市乐昌市武水西南岸梅花头村，为乐昌市的一个市级文物保护单位，类型为古遗址，公布时间为1987年12月17日。
赵佗城遗址的历史年代为公元前221年—12年。